# 橘長谷麻呂
橘 長谷麻呂（たちばな の はせまろ）は、平安時代初期の貴族。兵部大輔・橘島田麻呂の次男。官位は従四位下・弾正大弼。

## 経歴
若い頃より大学寮で学び、『史記』や『漢書』を非常によく読んだ。
弘仁5年（814年）皇太子・大伴親王（のち淳和天皇）が南池を訪問して文人に詩賦を命じた際、春宮大進であった長谷麻呂は昇叙されて従五位下に叙爵した。のち、民部少輔・右少弁を経て、弘仁11年（820年）従五位上、弘仁13年（822年）正五位下、弘仁14年（823年）従四位下と嵯峨朝末に急速に昇進する。
淳和天皇の即位後まもない弘仁14年（823年）6月には蔵人頭に任ぜられて左中弁を兼ねるなど重用される。しかし、のち病に伏し、翌天長元年（824年）2月9日卒去。享年46。最終官位は弾正大弼従四位下。

## 人物
穏やかで優しい性格で、世人の心情に逆らうことはなく、物事を決定する際に法に違うことがなかった。酒を思う存分飲んで憂さを晴らすような所もあった。

## 官歴
『日本後紀』による。
- 時期不詳：正六位上。春宮大進
- 弘仁5年（814年）8月11日：従五位下
- 弘仁6年（815年）正月12日：民部少輔。5月15日：右少弁
- 弘仁11年（820年）正月7日：従五位上
- 弘仁13年（822年）正月7日：正五位下
- 弘仁14年（823年）正月7日：従四位下。6月：蔵人頭[2]
- 時期不詳：左中弁[2]。弾正大弼[2]
- 天長元年（824年） 2月9日：卒去（弾正大弼従四位下）

## 系譜
『尊卑分脈』による。
- 父：橘島田麻呂[1]
- 母：不詳
- 生母不明の子女
  - 男子：橘海雄
  - 男子：橘数雄
  - 男子：橘伴雄